# Cornillé-les-Caves
Cornillé-les-Caves ist eine französische Gemeinde mit 481 Einwohnern (Stand: 1. Januar 2022) im Département Maine-et-Loire in der Region Pays de la Loire. Sie gehört zum Arrondissement Angers und zum Kanton Angers-6. Die Einwohner werden Cornillois genannt.

## Geographie
Die Gemeinde Cornillé-les-Caves liegt in einem Seitental des Authion, etwa 22 Kilometer ostnordöstlich von Angers in der Landschaft Baugeois. An der westlichen Gemeindegrenze verläuft das Flüsschen Aunaies. Nachbargemeinden von Cornillé-les-Caves sind Lué-en-Baugeois im Norden und Nordosten, Mazé-Milon im Osten und Süden sowie Loire-Authion im Westen. Im Norden der Gemeinde Cornillé-les-Caves verläuft die Autoroute A85.

## Bevölkerungsentwicklung
| Jahr                       | 1962 | 1968 | 1975 | 1982 | 1990 | 1999 | 2006 | 2013 | 2022 |
| Einwohner                  | 372  | 406  | 397  | 491  | 469  | 438  | 428  | 464  | 481  |
| Quellen: Cassini und INSEE |      |      |      |      |      |      |      |      |      |

## Wirtschaft
Die Gemeinde ist hauptsächlich landwirtschaftlich orientiert. Bedeutender Arbeitgeber mit über 250 Beschäftigten ist die Firma L. Tessier, die Käse aus Kuh- und Ziegenmilch herstellt.

## Sehenswürdigkeiten
Im Dorf gibt es ehemalige Höhlenwohnungen, woher auch sein Name („cave“ = Höhle) stammt. Die Höhlen werden auf Anfrage für Besucher geöffnet. Außerdem können schöne Villen besichtigt werden.
- Kirche Saint-Malo
- Domäne La Charpenterie, Monument historique, mit dem Turm
- Schloss Les Bruères

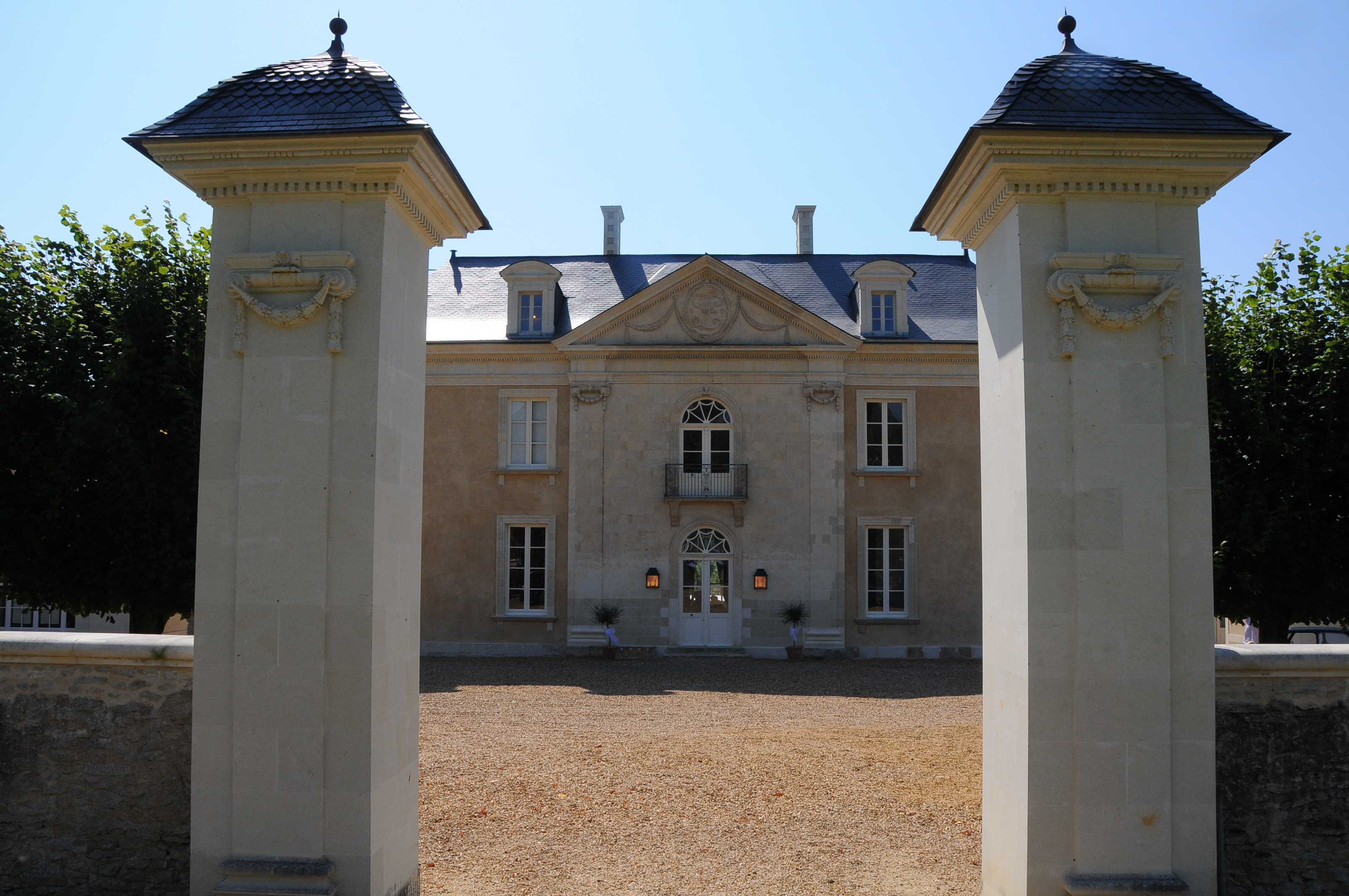
Domäne La Charpenterie
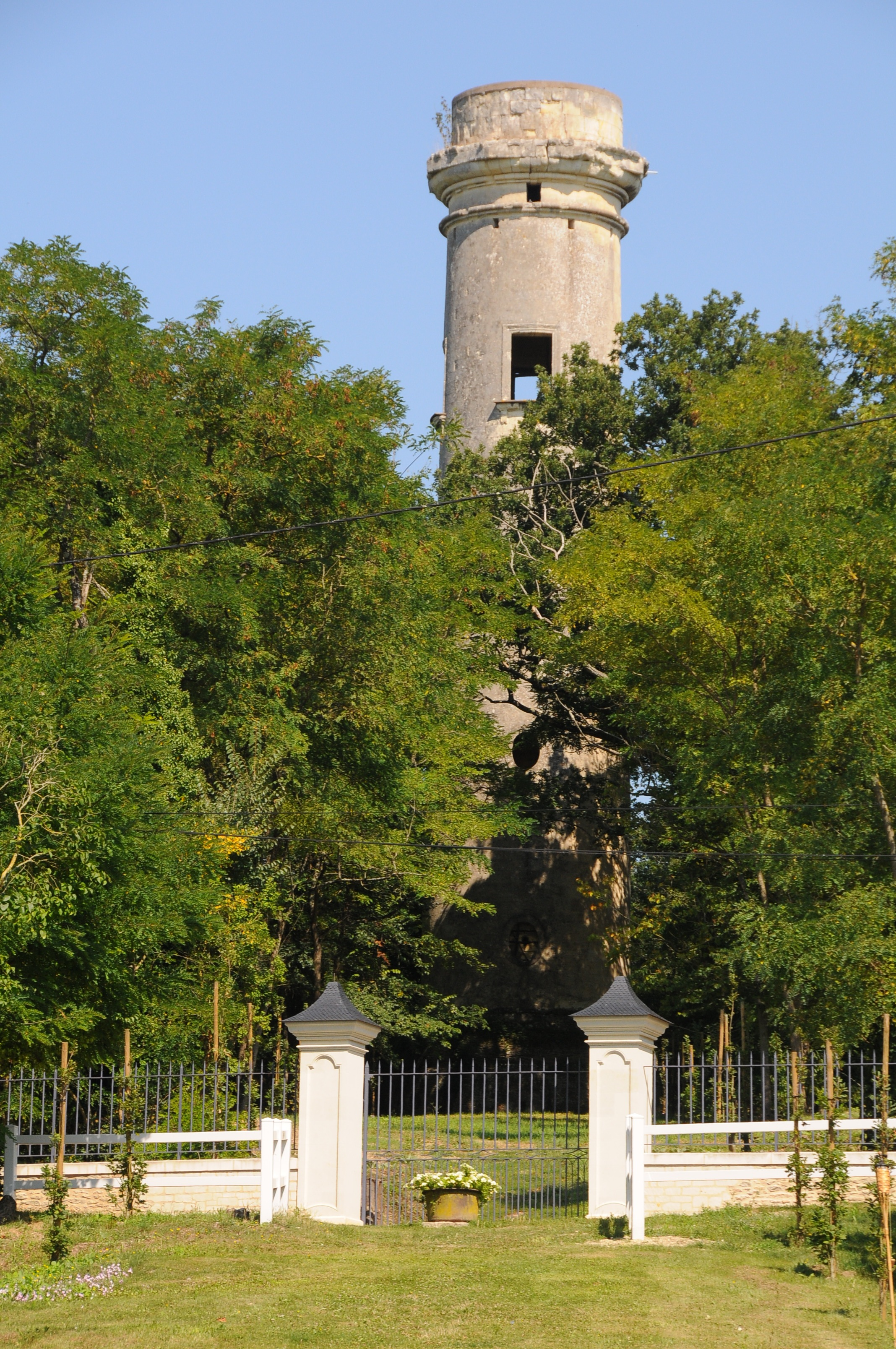
Turm

## Belege
1. ↑  https://fr.kompass.com/c/etablissements-l-tessier/fr1979825/ (französisch) Abgerufen am 5. Januar 2018
2. ↑  Archivierte Kopie (Memento des Originals vom 6. Januar 2018 im Internet Archive)  Info: Der Archivlink wurde automatisch eingesetzt und noch nicht geprüft. Bitte prüfe Original- und Archivlink gemäß Anleitung und entferne dann diesen Hinweis. Abgerufen am 5. Januar 2018